# NK Stubica Donja Stubica
NK Stubica je nogometni klub iz mjesta Donja Stubica.
Trenutačno se natječe u 4. NL Središte.
Tijekom povijesti nosio je nekoliko imena:
- Stubički športski klub (1926. – 1945.)
- Borac (1945. – 1990.)
- Stubica 1926 (1990. – 1997.)
- Stubica (od 1997.)

## Vanjske poveznice
- Službena web stranica